# Wioślarstwo na Letnich Igrzyskach Olimpijskich 1936 – czwórka ze sternikiem mężczyzn
Rywalizacja w czwórkach ze sternikiem mężczyzn w wioślarstwie na Letnich Igrzyskach Olimpijskich 1936 rozgrywana była między 11 a 14 sierpnia 1936 na torze regatowym na jeziorze Langer See w Grünau.
Do rywalizacji przystąpiło 16 osad.

## Terminarz
| Data             | Godzina |          |
| ---------------- | ------- | -------- |
| 12 sierpnia 1936 | 15:00   | Runda 1  |
| 13 sierpnia 1936 | 14:00   | Repasaże |
| 14 sierpnia 1936 | 14:30   | Finały   |

## Format
W rundzie 1 rozegrano trzy wyścigi, z których zwycięskie osady awansowały do finału, pozostałe zaś do repasaży. Z trzech wyścigów repasażowych tylko zwycięskie osady awansowały do finału, pozostałe osady odpadały z rywalizacji.

## Wyniki

### Runda 1
Bieg 1
| Miejsce | Narodowość     | Zawodnik                                                                                      | Czas   | Kwal. |
| ------- | -------------- | --------------------------------------------------------------------------------------------- | ------ | ----- |
| 1.      | Holandia       | Mak Schoorl, Hotse Bartlema, Flip Regout, Simon de Wit, Gerard Hallie                         | 6:59,0 | Q     |
| 2.      | Brazylia       | Nelson Ribeiro, Álvaro de Sá Freire, José de Campos, Wilson de Freitas, Henrique Camargo      | 7:01,3 |       |
| 3.      | Japonia        | Chikara Shirasaka, Taichi Yamada, Takashi Hatakeyama, Yoichi Endo, Taro Teshima               | 7:03,2 |       |
| 4.      | Dania          | Hans Mikkelsen, Gunnar Ibsen Sørensen, Flemming Jensen, Svend Aage Holm Sørensen, Aage Jensen | 7:04,5 |       |
| 5.      | Czechosłowacja | František Maloň, Alfred Lerbretier, Jan Matoušek, Jaroslav Mysliveček, Josef Jabor            | 7:04,7 |       |
| 6.      | Szwecja        | Erik Johansson, Carl Sjöblom, Lars Larsson, Harry Sköld, Sven Tisell                          | 7:21,5 |       |

Bieg 2
| Miejsce | Narodowość        | Zawodnik                                                                                             | Czas   | Kwal. |
| ------- | ----------------- | --- | ------ | ----- |
| 1.      | III Rzesza        | Hans Maier, Walter Volle, Ernst Gaber, Paul Söllner, Fritz Bauer                                     | 6:41,1 | Q     |
| 2.      | Francja           | Fernand Vandernotte, Marcel Vandernotte, Jean Cosmat, Marcel Chauvigné, Noël Vandernotte             | 6:45,0 |       |
| 3.      | Jugosławia        | Stipe Krnčević, Rade Sunara, Vice Jurišić, Ćiril Ban, Pavao Ljubičić                                 | 6:50,2 |       |
| 4.      | Stany Zjednoczone | William Haskins, Roger Cutler, Paul Austin, Robert Cutler, Edward Bennett                            | 6:50,5 |       |
| 5.      | Polska            | Władysław Zawadzki, Bronisław Karwecki, Stanisław Kuryłłowicz, Witalis Leporowski, Jerzy Skolimowski | 6:50,5 |       |

Bieg 3
| Miejsce | Narodowość | Zawodnik                                                                            | Czas   | Kwal. |
| ------- | ---------- | ----------------------------------------------------------------------------------- | ------ | ----- |
| 1.      | Szwajcaria | Hermann Betschart, Hans Homberger, Alex Homberger, Karl Schmid, Rolf Spring         | 6:41,9 | Q     |
| 2.      | Włochy     | Valerio Perentin, Giliante D’Este, Nicolò Vittori, Umberto Vittori, Renato Petronio | 6:50,2 |       |
| 3.      | Węgry      | Miklós Mihó, Vilmos Éden, Ákos Inotay, Alajos Szilassy, Aage Jensen                 | 6:58,8 |       |
| 4.      | Urugwaj    | León Sánchez, Juan Andrés Dutra, Julio Flebbe, Francisco Sunara, Isidoro Alonso     | 6:59,8 |       |
| 5.      | Belgia     | René Vingerhoet, Harry Peeters, Paul Siebels, Willy Collet, Jean De Rode            | 7:08,5 |       |

### Repasaże
Bieg 1
| Miejsce | Narodowość     | Zawodnik                                                                                      | Czas   | Kwal. |
| ------- | -------------- | --------------------------------------------------------------------------------------------- | ------ | ----- |
| 1.      | Dania          | Hans Mikkelsen, Gunnar Ibsen Sørensen, Flemming Jensen, Svend Aage Holm Sørensen, Aage Jensen | 8:09,1 | Q     |
| 2.      | Japonia        | Chikara Shirasaka, Taichi Yamada, Takashi Hatakeyama, Yoichi Endo, Taro Teshima               | 8:14,4 |       |
| 3.      | Czechosłowacja | František Maloň, Alfred Lerbretier, Jan Matoušek, Jaroslav Mysliveček, Josef Jabor            | 8:20,9 |       |
| 4.      | Brazylia       | Nelson Ribeiro, Álvaro de Sá Freire, José de Campos, Wilson de Freitas, Henrique Camargo      | 8:26,0 |       |
| 5.      | Szwecja        | Erik Johansson, Carl Sjöblom, Lars Larsson, Harry Sköld, Sven Tisell                          | 8:34,4 |       |

Bieg 2
| Miejsce | Narodowość | Zawodnik                                                                                             | Czas   | Kwal. |
| ------- | ---------- | --- | ------ | ----- |
| 1.      | Węgry      | Miklós Mihó, Vilmos Éden, Ákos Inotay, Alajos Szilassy, Aage Jensen                                  | 8:08,4 | Q     |
| 2.      | Polska     | Władysław Zawadzki, Bronisław Karwecki, Stanisław Kuryłłowicz, Witalis Leporowski, Jerzy Skolimowski | 8:12,2 |       |
| 3.      | Włochy     | Valerio Perentin, Giliante D’Este, Nicolò Vittori, Umberto Vittori, Renato Petronio                  | 8:15,4 |       |
| 4.      | Jugosławia | Stipe Krnčević, Rade Sunara, Vice Jurišić, Ćiril Ban, Pavao Ljubičić                                 | 8:25,1 |       |

Bieg 3
| Miejsce | Narodowość        | Zawodnik                                                                                 | Czas   | Kwal. |
| ------- | ----------------- | ---------------------------------------------------------------------------------------- | ------ | ----- |
| 1.      | Francja           | Fernand Vandernotte, Marcel Vandernotte, Jean Cosmat, Marcel Chauvigné, Noël Vandernotte | 8:00,6 | Q     |
| 2.      | Stany Zjednoczone | William Haskins, Roger Cutler, Paul Austin, Robert Cutler, Edward Bennett                | 8:06,4 |       |
| 3.      | Urugwaj           | León Sánchez, Juan Andrés Dutra, Julio Flebbe, Francisco Sunara, Isidoro Alonso          | 8:08,3 |       |
| 4.      | Belgia            | René Vingerhoet, Harry Peeters, Paul Siebels, Willy Collet, Jean De Rode                 | 8:27,4 |       |

### Finał
| Miejsce | Narodowość | Zawodnik                                                                                      | Czas   |
| ------- | ---------- | --------------------------------------------------------------------------------------------- | ------ |
| złoto   | III Rzesza | Hans Maier, Walter Volle, Ernst Gaber, Paul Söllner, Fritz Bauer                              | 7:16,2 |
| srebro  | Szwajcaria | Hermann Betschart, Hans Homberger, Alex Homberger, Karl Schmid, Rolf Spring                   | 7:24,3 |
| brąz    | Francja    | Fernand Vandernotte, Marcel Vandernotte, Jean Cosmat, Marcel Chauvigné, Noël Vandernotte      | 7:33,3 |
| 4.      | Holandia   | Mak Schoorl, Hotse Bartlema, Flip Regout, Simon de Wit, Gerard Hallie                         | 7:34,7 |
| 5.      | Węgry      | Miklós Mihó, Vilmos Éden, Ákos Inotay, Alajos Szilassy, Aage Jensen                           | 7:35,6 |
| 6.      | Dania      | Hans Mikkelsen, Gunnar Ibsen Sørensen, Flemming Jensen, Svend Aage Holm Sørensen, Aage Jensen | 7:40,4 |